# Justin Hobday
Justin Richard Hobday (Bishop's Stortford, 12 augustus 1963) is een Zuid-Afrikaanse golfprofessional die actief was op de Sunshine Tour en won daar elf golftoernooien.
Hobday werd geboren in de Engelse stad Bishops Stortford en is de neef van de Zuid-Afrikaanse golficoon Simon Hobday. In 1985 werd Hobday een golfprofessional en ging aan de slag op de Southern Africa Tour, tegenwoordig de Sunshine Tour. In 1986 ontving hij de "Bobby Locke Trophy" als de 'Rookie of the Year'. In 1989 behaalde hij zijn eerste profzege door de Lombard Tyres Classic te winnen. Zijn laatste zege dateert van 2001 toen hij de Bearing Man Highveld Classic won.
Tussen 1987 en 2002 deed Hobday af en toe mee op de Europese PGA Tour, maar behaalde daar geen successen.

## Prestaties

### Amateur
- 1983-1984: Amateur Springbok Colours (4 keer)
- 1984-1985: Lid van het Zuid-Afrikaanse amateur golfteam

### Professional
- 1989: Lombard Tyres Classic
- 1991: PX Celebrity Pro-am
- 1991: Goodyear Classic
- 1991: Chipkin Catering Supply Sun City Pro-Am
- 1993: Spoornet Classic
- 1993: Sun City Classic
- 1995: FNB Pro Series: Free State
- 1996: IDC Development Classic
- 1998: Royal Swazi Sun Classic
- 1998: FNB Botswana Open
- 2001: Bearing Man Highveld Classic

Overige
- 1999: Royal Swazi Sun Touring Pros Pro-Am (Swaziland)